# Roberto Vieira de Carvalho
Roberto Vieira de Carvalho (Ubá, 22 de junho de 1953) é um político brasileiro do estado de Minas Gerais.
Roberto Carvalho foi servidor público do DER, presidente do Sindicato dos Trabalhadores do DER (Sintder); fundador e presidente da Coordenação Sindical dos Trabalhadores no Serviço Público do Estado de Minas Gerais; fundador da CUT-MG e do PT/MG.
Em 1988, foi eleito vereador em Belo Horizonte, sendo o candidato mais votado da capital mineira. Exerceu três mandatos na Câmara (1989-1992, 1999-2000 e 2001-2002). Em Belo Horizonte, Roberto Carvalho foi secretário municipal de Esportes(1995-1996); líder do Governo na Câmara; vice-presidente da Câmara (2001-2002); presidente do Comitê Suprapartidário Pró-Metrô de BH (2000-2002)

Foi deputado estadual em Minas Gerais na 12ª legislatura (1991-1995); na 15ª e na 16ª legislaturas (2003-2009), sendo eleito pelo PT. Em 2009, renunciou na Assembléia Legislativa para assumir o cargo de vice-prefeito de Belo Horizonte.